# آستین تئوری
آستین وایت (به انگلیسی: Austin White) (زاده ۲ اوت ۱۹۹۷) کشتی‌گیر حرفه‌ای اهل ایالات متحده است که در حال حاضر با کمپانی دبلیودبلیوئی قرارداد بسته‌است؛ جایی که در برند راو با نام رینگی آستین تئوری (به انگلیسی: Austin Theory) فعالیت می‌کند.

## اوایل زندگی
آستین وایت در ۲ اوت سال ۱۹۹۷ در مک دنوی جورجیا به دنیا آمد. او در سال ۲۰۱۵، در مسابقه بدنسازان NPC جورجیا اول شد.

## دوران کشتی حرفه‌ای
وی در رویال رامبل ۲۰۲۱ حضور داشت و به عنوان شماره ۳ وارد شد و ۲۲ دقیقه در مسابقه حضور داشت تا اینکه سرانجام توسط ای‌جی استایلز حذف شد. شب بعد در راو، تئوری در مقابل کوین اونز برای حضور در مسابقه اتاق حذفی الیمینیشن چیمبر (۲۰۲۱) قرار گرفت که از آن مسابقه پیروز بیرون آمد.
او همچنین در می ۲۰۲۲ قهرمان کمربند یونایتد استیت شد. اما پس از شروع مدیریت تریپل اچ دچار افت شد و کمربند را به بابی لشلی واگذار کرد. از جایی که تئوری مستر مانی این د بنک بود سعی کرد کیفش را روی قهرمان یونایتد استیتس یعنی ست رالینز کش کند و تایتلش را پس بگیرد اما نتیجهی این کش کردن ناموفق بود. پس از آن استین تئوری تبدیل به یک کاراکتر منفور یا هیل شد و در سروایور سریز ۲۰۲۲ یک مسابقهٔ تریپل ترت بین آستین و ست رالینز و بابی لشلی رخ داد که در این مسابقه تئوری برنده شد و  تایتل خود را پس گرفت.